# استخبارات الإشارات في التحالفات والدول والصناعات
تُعتبر العديد من المنظمات -القومية وغير القومية- مسؤولة عن أمن الاتصالات وعن استخبارات الإشارات، تصنع المنظمات شيفرات وكودات تهدف إلى جعل الخصوم غير قادرين على فكها. لعملية وضع الشيفرات علاقة وثيقة بعملية فكها، فهناك قول مأثور منتشر في أوساط خبراء التشفير هو «لا يكون الشخص مؤهلًا لوضع شيفرة معينة إلا إذا استطاع أن يحلل شيفرة أخرى بنفس مستوى التعقيد».  تُعتبر العديد من أنشطة استخبارات الإشارات متعددة الأطراف -التي تقوم بها الولايات المتحدة الأمريكية وحلفاؤها- معلومات حساسة ومجزأة، وتحمل العلامة الأمنية الخاصة: «يتم التعامل معها فقط من قبل قنوات اتصال استخبارات الإشارات»، العبارة التي تعني أن للمادة تصنيف أمني. توضع على مواد استخبارات الإشارات السرية للغاية علامة (S-CCO)، ومن الممكن أن يوضع عليها كودات أخرى مثل (TS-CCO-RABID).

## المعاهدة البريطانية الأمريكية
يجري التنسيق بين الأطراف في مجال استخبارات الإشارات والإجراءات الأمنية بشكل وثيق في إطار ما يسمى بمجتمع المعاهدة البريطانية الأمريكية، الذي يشمل كلًا من أستراليا، وكندا، والمملكة المتحدة، والولايات المتحدة. يتردد على مسامع الناس على نطاق واسع من العالم أن الدول الخمس الآنفة الذكر تتعاون في نشاط ضخم متعلق باستخبارات الإشارات يحمل اسم «إيكيلون». العنصر الأمريكي في المعاهدة البريطانية الأمريكية هو وكالة الأمن القومي الأمريكية. أما بريطانيا فهي مقر الاتصالات الحكومية. تمتلك كندا وكالة أمن الاتصالات وعددًا قليلًا من المجموعات الصغيرة الأخرى. تضع أستراليا الأنشطة السابقة في مديرية الإشارات الأسترالية. وتمتلك نيوزلندا مكتب أمن الاتصالات الحكومية.

### إيكيلون
من المنصف أن نقول إن هناك شيئًا ما يسمى إيكيلون، وهو نشاط ضخم جدًا. لا يوجد -في الواقع- أي تعريف (غير سري) يصف ما يُنجز في إيكيلون، وهناك تقارير غير رسمية متضاربة تتحدث عن قدراته وعملياته. يعتبر الصحفي دونكان كامبل المصدر الرئيسي لأغلب المعلومات المتعلقة بإيكيلون بعدما نشر لأول مرة تقريرًا حول الموضوع في عام 2000. تعرضت الكثير من مزاعم دونكان للطعن من قبل مصادر مستقلة. نشرت وكالة الأمن القومي الأمريكية تفاصيل عملياتها في عام 2007 على عكس ما ذكر كامبل في تقريره (حينما ادعى أن الوكالة تمتنع عن نشر تفاصيل عملياتها). نشر كامبل في عام 2011 تقريرًا آخر واسع النطاق حول البرلمان الأوروبي. عدل كامبل بعد سنة واحدة من ذلك بتعديل تعريفاته السابقة لإيكيليون، تضمن التعريف الجديد: «إنه عنصر تنصت في قمر صناعي تابع لأطراف المعاهدة البريطانية الأمريكية». قد تكون هناك -وفقًا لكامبل- مراكز تنصت تابعة لأقمار صناعية لا تتبع لبرنامج إيكيلون، من الممكن أن تكون في أستراليا، وربما في بريطانيا العظمى.
من المقبول عمومًا أن إيكيلون هو نظام تعاوني بين أطراف المعاهدة البريطانية الأمريكية -بشكل أساسي- بهدف التنصت على اتصالات الأمواج الدقيقة، وعلى الاتصالات التي تُجرى عن طريق الأقمار الصناعية، وغيرها من أنواع الاتصالات حول العالم، بحثًا عن معلومات قد تهم البلدان الأطراف في المعاهدة. يتيح التوزع الجغرافي لأعضاء المعاهدة تغطية عالمية أكثر فعالية. لا تحل هذه المقالة محل مقالة إيكيلون المستقلة الموجودة على ويكيبيديا، ولكنها تعتبر مكملة لها.
يستشهد الصحفي كامبل بتعريف جيفري ريتشيلسون -في النسخة الرابعة من مجتمع الاستخبارات الأمريكية- لقائمة «رسمية» بالمشاركين كـ «طرف ثالث» في إيكيلون (أو ربما في «تحالف المعاهدة البريطانية الأمريكية مع استخبارات الإشارات») كالنرويج، والدنمارك، وألمانيا، وإيطاليا، واليونان، وتركيا، والنمسا، واليابان، وكوريا الجنوبية، وتايلند. أشار كامبل أيضًا إلى أن المبالغ التي تدفعها الولايات المتحدة للنرويج قد توقفت في عام 1992، وتعتزم كل دولة من الدول السابقة الذكر القيام بعمليات تنصت عن طريق الأقمار الصناعية بنفسها.
هناك أيضًا تقارير متضاربة حول العلاقة -إن وجدت- بين إيكيلون وأنشطة المراقبة التي أرادت إدارة جورج دبليو بوش من الحكومة الأمريكية القيام بها دون الحصول على إذن قضائي. تركز العديد من التقارير على قدرة إيكيلون على التنصت على الإشارات المرسلة عبر الفضاء الحر، كالأمواج الميكروية والإشارات الصادرة عن الأقمار الصناعية. مع الأخذ بعين الاعتبار أن الكثير من الاتصالات حول العالم قد تحولت إلى الألياف الضوئية، والتي يصعب (ولكن لا يستحيل) اختراقها.
تعتمد الكثير من الخصائص التي تصف إيكيلون على الدلائل، كملاحظة الموقع الجغرافي لمختلف الهوائيات الكبيرة التي تُستخدم لاستقبال بيانات الأقمار الصناعية، ومن ثم تخطيط الإحداثيات الشاقولية والأفقية لطبق هوائي ذو مقطع مكافئ، وربط ذلك مع المواقع المعروفة لسواتل الاتصالات لنستطيع بذلك تحديد القمر الاصطناعي الذي يُراد من الهوائي أن يستقبل إشارته.
قد تتعاون بعض البلدان الأخرى مع بلدان المعاهدة البريطانية الأمريكية، بما في ذلك أيرلندا وسويسرا. هناك تقارير متضاربة تتحدث عن تعاون فرنسا مع إيكيلون، ولكنها تدير بنفس الوقت قدراتها المستقلة التي تعمل في هذا المجال.

#### البرهان على إيكيلون
أكدت رسالتان إخباريتان داخليتان في وكالة الأمن القومي الأمريكية -أُرسلتا في شهر يناير من عام 2011 وفي شهر يوليو من عام 2012، ونُشرتا في 3 أغسطس من عام 2015 كجزء من المعلومات التي كشف عنها إدوارد سنودن في موقع «ذا إنترسيبت» الإلكتروني- لأول مرة أن وكالة الأمن القومي الأمريكي قد استخدمت الكود «إيكيلون ECHELON» وقدمت بعض التفاصيل المتعلقة بنطاق البرنامج: فقد كان إيكيلون -وفق الرسالتين- جزءًا من برنامج شامل يُطلق عليه اسم «فروستينغ» أطلقته وكالة الأمن القومي الأمريكية في سنة 1966 بهدف جمع ومعالجة البيانات الصادرة عن أقمار الاتصالات الصناعية. كان لبرنامج فروستينغ برنامجان فرعيان هما:
- ترانزينت: الذي يهدف إلى اعتراض الأقمار الصناعية التابعة للاتحاد السوفييتي.
- إيكيلون: الهادف إلى اعتراض الأقمار الصناعية التابعة لشركة إنتل سات.[2]

بُنيت أول محطة أرضية ساتلية لبرنامج الجمع إيكيلون في عام 1971 في مركز للتدريب العسكري والرماية الحربية يقع بالقرب من مدينة ياكيما بولاية واشنطن الأمريكية. أصبحت المنشأة التي أُطلق عليها اسم «جاكنايف» في شهر مايو من عام 1973 في أتم الجاهزية للعمل، وكانت طريقة اتصال هذه المنشأة مع مقر وكالة الأمن القومي الأمريكي في قاعدة فورت ميد العسكرية في ولاية ميريلاند هي مبرقة كتابة ترسل برقياتها عن طريق قنوات سلكية مؤمنة محمية ذات 75 باود (وحدة قياس سرعة الإرسال التلغرافي).

### حلف شمال الأطلسي (الناتو)
الغرض من إلكترونيات الاتصالات وتبادل البيانات هو أن تكون قابلة للتشغيل المشترك بين أعضاء حلف الناتو، رغم أن بعض الدول لا تشارك البيانات الحساسة. وعادة ما يتم تبادل المعلومات التكتيكية.

### رابطة دول جنوب شرق آسيا (آسيان)
تتألف رابطة دول جنوب شرق آسيا من عشرة دول في تلك المنطقة وهي: إندونيسيا، وماليزيا، وتايلاند، وسنغافورة، والفلبين، وكمبوديا، والفيتنام، وميانمار، وبروناي، ولاوس. تمتلك خمس من الدول العشرة آنفة الذكر مخاوف من التعرض للإرهاب الإسلامي، وأغلب هذه البلدان لديها مخاوف من عمليات القرصنة. تشكلت رابطة آسيان في عام 1967، وتشاركت البلدان الأعضاء في الرابطة نفس المخاوف بشأن التهديدات الشيوعية. تطور التعاون بين أعضاء الرابطة مع مرور الوقت، رغم أن دعم القوى الخارجية لها بقي موجودًا.

## المراجغ
1. ↑  Duncan Campbell (9 يونيو 2000)، Signals intelligence and human rights: the ECHELON report، Duncan Campbell، مؤرشف من الأصل في 2006-07-19، اطلع عليه بتاريخ 2007-10-11
2. 1 2 3  European Parliament (11 يوليو 2001)، Report on the existence of a global system for the interception of private and commercial communications (ECHELON interception system) (2001/2098(INI (PDF)، مؤرشف من الأصل (PDF) في 2019-06-28، اطلع عليه بتاريخ 2007-10-11